# Dedicated to You
Albums de Ray Charles
The Genius Hits the Road
(1960) Ray Charles and Betty Carter
(1961)
Dedicated to You est un album de Ray Charles enregistré en 1960 et sorti en janvier 1961 par le label ABC Records.

## Liste des titres
Face A
1. Hardhearted Hannah (Yellen, Ager, Bates) – 3:14
2. Nancy (With the Laughing Face) (Silvers, Van Heusen) – 3:02
3. Margie (Conrad, Robinson, Davis) – 2:44
4. Ruby (Parish, Roemheld) – 3:51
5. Rosetta (Hines, Woods) – 2:29
6. Stella by Starlight (Washington, Young) – 3:47

Face B
1. Cherry (Gilbert, Redman) – 3:37
2. Josephine (Bivens, Kahn, King) – 2:14
3. Candy (David, Kramer, Whitney) – 4:09
4. Marie (Berlin) – 2:21
5. Diane (Pollack, Rapee) – 3:51
6. Sweet Georgia Brown (Bernie, Casey, Pinkard) – 2:30